# زاچکان (طارم)
زاچکان یک روستا در ایران است که در استان زنجان واقع شده‌است. زاچکان ۱۹۵ نفر جمعیت دارد.